# Oradell
Oradell é um distrito localizado no estado americano de Nova Jérsei, no Condado de Bergen.

## Demografia
Segundo o censo americano de 2000, a sua população era de 8047 habitantes.
Em 2006, foi estimada uma população de 7957, um decréscimo de 90 (-1.1%).

## Geografia
De acordo com o United States Census Bureau tem uma área de
6,6 km², dos quais 6,3 km² cobertos por terra e 0,3 km² cobertos por água.

## Localidades na vizinhança
O diagrama seguinte representa as localidades num raio de 4 km ao redor de Oradell.